# Jodi Slayton
Jodi Lyn Morinaka, ribattezzata Slayton dopo il riconoscimento paterno, è un personaggio dei fumetti WildStorm creato da Brett Booth e Sean Ruffner. Figlia del noto supereroe Wildstorm Backlash, il personaggio ha utilizzato inizialmente l'alias di Crimson per poi passare a Jet ed infine raccogliere l'eredità patera e divenire la seconda Backlash.

## Personalità
Jodi è una ragazza allegra, solare e vivace con uno spiccato spirito critico ed una costante ironia; non si fa problemi a dire come la pensa e fa spesso delle battute su amici e avversari, non sempre politicamente corrette (spesso critica il sistema scolastico o la sanità ospedaliera ad esempio). Ha diversi punti in comune con Amanda Reed e proprio per questo tra le due si sviluppa subito una forte amicizia che sfocia poi in un rapporto quasi fraterno finché non sarà la stessa Jodi a dire ad Amanda "Sei come una mamma per me", anche a causa del rapporto tra di essa e suo padre Marc Slayton. Le due ragazze sono molto intime e parlano spesso di questioni sentimentali senza badare troppo alla differenza di età, ed hanno un'alchimia tanto funzionale da riuscire a completarsi vicendevolmente le frasi e spesso si comportano come due majorette anche sul campo di battaglia.
Jodi è molto servizievole, gentile ed educata, ed è una casalinga eccezionale. Difficilmente disobbedisce al padre, che vede come un eroe ed un modello ed a cui tiene più che a chiunque altro, ma in genere tende ad agire di testa propria quando capisce che la situazione potrebbe degenerare. Ama molto il cinema americano, di cui è una gran conoscitrice e fa continue citazioni, mentre invece odia le soap (maggior punto di discordia tra lei ed Amanda).
Una gag ricorrente è che nonostante sia di origine giapponese parli un Inglese più corretto di quello di molti altri personaggi, non è raro che infatti corregga le esclamazioni di colleghi supereroi di madrelingua inglese, dei nemici che affronta e soprattutto di Taboo, i cui errori sintattici vengono ripresi dalla ragazza in praticamente ogni numero della serie.
La seconda Backlash tende inoltre ad innamorarsi spesso e facilmente ed è molto sciolta nei rapporti con l'altro sesso; oltre alle relazioni serie con Omar "Styrian" Kamadev e Robert Stubbs ha infatti avuto una cotta anche per Burnout di Gen¹³ e Grifter dei Wildcats.

## Biografia del personaggio
Jodi Lyn Morinaka nacque nel 1980 da Marc Slayton e la sua vecchia fiamma Lynn Morinaka, una donna giapponese. Poco dopo aver dato alla luce due gemelli, Lynn dovette fuggire dall'ospedale, perché le Operazioni Internazionali erano interessato ai suoi figli in quanto speravano avessero ereditato i superpoteri del padre. Lynn nella fuga riuscì a salvare Jodi e tenerla con sé ma il gemello fu catturato da Kaizen Gamorra, che lo allevò, lo fece crescere acceleratamente e lo rese il supercriminale noto come Aries.
Jodi venne dunque cresciuta dalla madre senza mai incontrare suo padre, che a sua volta, non è mai stato informato dell'esistenza della ragazza. A cinque anni, sua madre iniziò ad insegnare le arti marziali per difesa personale. Dopo che Lynn morì di cancro, Jodi, ormai quattordicenne, seguendo le ultime direttive datele dalla donna si diresse verso gli stati uniti in cerca di suo padre. L'incontro tra i due fu scioccante per entrambi ma superate le iniziali difficoltà riuscirono a diventare una vera famiglia; durante questo periodo Jodi scoprì i poteri latenti legati al Fattore-Gen, ovvero una velocità di movimenti pari se non superiore a quella del padre. Ispirata dalla scoperta, Jodi si fece un proprio costume ed iniziò a si attribuì il nome di battaglia di Crimson, essa assieme al padre (in principio riluttante) ed alla di lui compagna Taboo (in cui troverà una profonda amicizia) inizierà una carriera da vigilante e vivrà svariate avventure che porteranno il terzetto a diventare sempre più unito ed affiatato.
Sull'isola di Gamorra, durante il crossover Fuoco dal cielo, Jodi incontra nuovamente suo fratello Aries, sebbene solo lei lo scoprirà tale in quanto egli fuggirà quando la guerra sull'isola si farà critica e non scoprirà la sua connessione con Crimson.
Quando Backlash e Taboo si uniranno al Dipartimento PSI formando Wildcore, Jodi fu mandata in collegio perché rimanesse al sicuro, cosa che si rivelerà in seguito essere errata poiché i nemici del padre l'assaliranno proprio nell'istituto. Sopravvissuta, Crimson tornerà a fare squadra con suo padre e Taboo e svolgerà diverse missioni per conto del Dipartimento Psi pur non essendo ufficialmente un suo membro. Durante questo periodo conoscerà Styrian (alias Omar Kamadev), in cui troverà il suo primo amore e col quale perderà la verginità. Quando Styrian perderà la vita per salvare quella del padre dell'amata tuttavia, Jodi ne rimarrà tanto scossa da ritirarsi dalla squadra ed andrà a vivere a San Francisco dove proseguirà i suoi studi, scegliendo di frequentare la Bay Area University.
Il suo pensionamento però non durò a lungo, il desiderio di giustizia della ragazza la porterà a tornare in azione con la nuova identità di Jet, e si legò sentimentalmente con l'agente speciale della Crime Forces Robert Stubbs.
Quando venne a sapere dell'incidente al Purgtorio che aveva provocato la morte dei mambri di Wildcore però, Jodi lascerà anche la sua nuova vita e si recherà dal padre e da Taboo, di principio sarà felice di trovarli entrambi ancora in vita ma quando dichiareranno di voler concludere la carriera da vigilanti a causa della mutilazione di Marc alla gamba sinistra, essa deciderà di assumere il manto di Backlash e portare avanti la "tradizione di famiglia".
Come nuova Backlash, Jodi indossa il classico costume di Crimson con la metà del volto coperta, ma i colori sono quelli del costume paterno classico (bianco e nero invece che rosso) e con le cosce e le spalle scoperte. Collaborerà spesso sia coi Wildcats che con Gen¹³ e dimostrerà di onorare in nuovo nome diventando in breve una leggenda nell'universo Wildstorma al pari di come era Marc.

## Poteri e abilità
In quanto ibrido umano/cherubino Jodi dispone (probabilmente) di un'aspettativa vitale immensa, similmente al padre essa dovrebbe essere infatti invulnerabile all'invecchiamento e alle malattie e disporre dunque di una immortalità virtuale. Ovvero non importa quanto passi il tempo, lei non potrà mai morire salvo che qualcuno non la uccida. Essendo stata addestrata alle arti marziali fin dalla tenera età di 5 anni, Jodi padroneggia alla perfezione l'arte del combattimento cormpo a corpo e sa usare qualsiasi tipo di arma bianca; similmente al padre predilige l'utilizzo di lame e pugnali, che porta sempre con sé in un'apposita borsa che ricalca la caratteristica imbragatura bianca di Marc. Tuttavia l'arma che utilizza con maggiore destrezza è una sorta di fune ferrea colminante in una sorta di rampino, con cui è capace perfino di disarmare gli avversari, immobilizzarli ed addirittura afferrare degli oggetti. Altra arma di cui adora fare utilizzo sono gli shuriken, che di solito lancia a ripetizione contro il nemico girandogli attorno; tali capacità sono dovute ai suoi riflessi potenziati, a loro volta derivanti dalla sua eredità genetica cherubina; il suo intero sistema nervoso funziona a un livello superumano garantendole una velocità di movimenti mostruosa, tanto che può spostarsi senza essere vista, compiere balzi di decine di metri e afferrare i proiettili.
Il Fattore Gen ereditato dal DNA di Marc le consente il funzionamento dei suoi poteri, di fatto più che un'ibrida umana/cherubina Jodi è considerata una Gen-attiva; a dimostrazione di ciò suo fratello gemello Aries, dotato di grandi poteri telecinetici, perde completamente i suoi poteri per lungo tempo se viene fisicamente toccato da Jodi in quanto lo scontro dei loro fattori Gen tende a deattivarli. Parimenti dunque il tocco di Aries sopprime i poteri di Jodi.

## Altre versioni
Nel numero 25 di Backlash viene mostrata una versione futura del personaggio in un universo alternativo in cui ha assunto il manto del padre a seguito della morte di questi ed indossa un costume identico a quello del predecessore, salvo la differenza di indossare un paio di bracciali da cui escono fruste elettriche in sostituzione di quelle psioniche possedute da Marc.

## Curiosità
- Il design del costume indossato dal personaggio è stato realizzato da Dustin Nguyen; ma nella finzione narrativa è stato cucito da Amanda Reed assieme alla ragazza stessa.
- Utilizza degli occhiali da vista per la lettura.
- È un'esperta cuoca.
- Si esercita nel karate almeno un'ora ogni giorno.
- Il suo hobby principale è la pittura.
- È il gen-attivo più giovane mai mostrato sui fumetti Wildstorm.